# Distretto di Ichocán
Il distretto di Ichocán è uno dei sette distretti  della provincia di San Marcos, in Perù. Si trova nella regione di Cajamarca e si estende su una superficie di 76,11 chilometri quadrati.

Ha per capitale la città di Ichocán e contava 2.494 abitanti al censimento 2005.